# Pravo Europske unije
Pravo Europske unije, naziva se još i europsko pravo, čini ukupnost svih propisa važećih u okviru Europske unije.